# Dan Gurney
Daniel Sexton "Dan" Gurney, född 13 april 1931 i Port Jefferson i New York, död 14 januari 2018 i Newport Beach i Kalifornien, var en amerikansk racerförare. Han är far till racerföraren Alex Gurney. Han tävlade i huvudsak i formel 1 och Nascar Grand National Series.

## Racingkarriär
Gurney debuterade i formel 1 säsongen 1959 och tävlade sedan under större delen av 1960-talet då han vann fyra lopp. Han avslutade sin F1-karriär säsongen 1970 med tre lopp för McLaren.
Gurney var enligt Jim Clark "Den ende förare jag fruktade" vilket han medgav flera gånger i intervjuer. Gurney kom som bäst fyra i förar-VM 1961, men ansågs kunnat nå ett bättre resultat i en annan bil. Han körde under slutet av 1960-talet för det egna stallet Eagle (Anglo American Racers) och vann i detta Belgiens Grand Prix 1967.
Gurney blev för sina insatser invald i International Motorsports Hall of Fame 1990.

## Noter

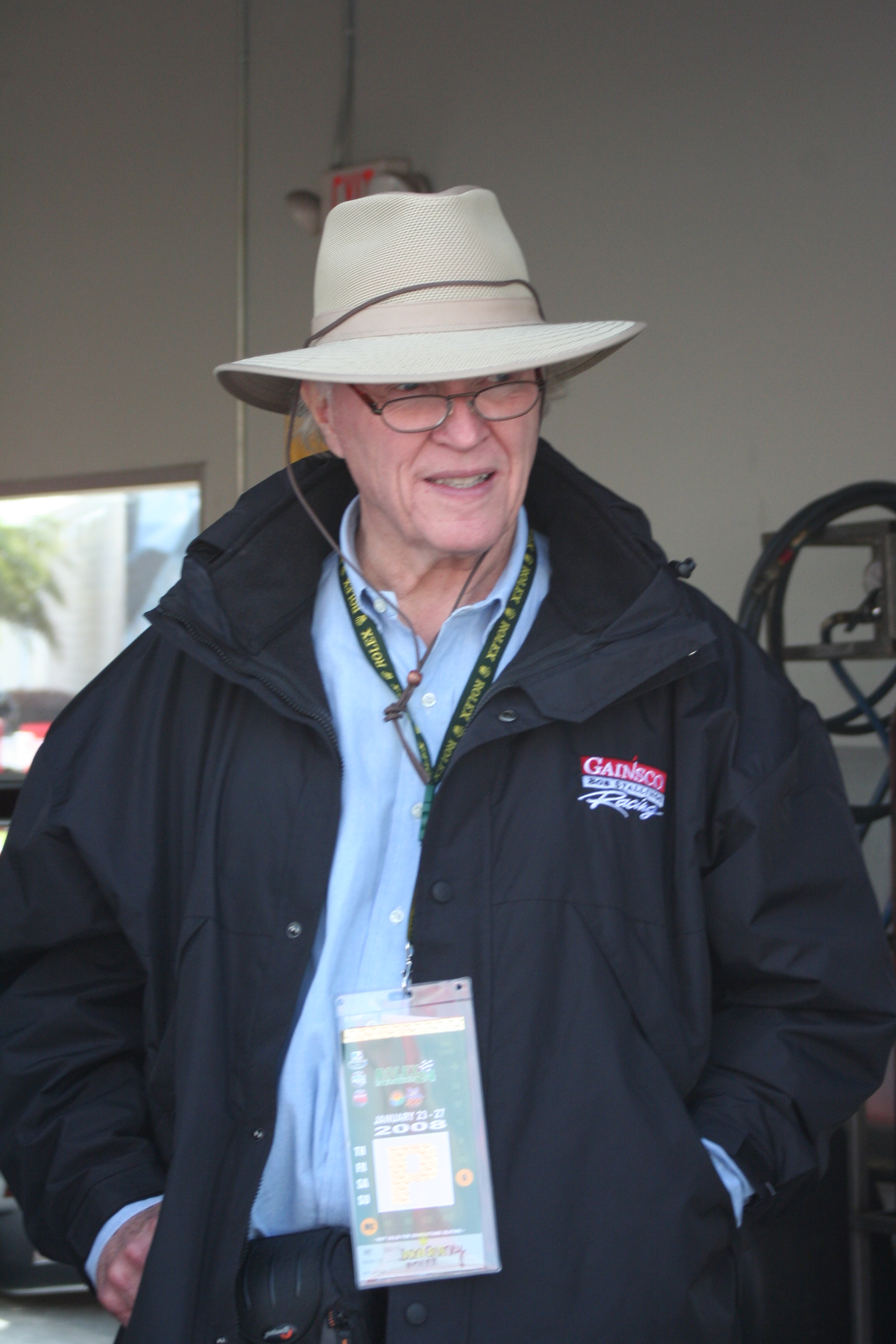
Dan Gurney vid Daytona 24-timmars 2008.

## F1-karriär
| Säsong                 | Stall/Tillverkare                                  | Placering              | Lopp  | Poäng | Etta | Tvåa | Trea | Pole | Varv |
| ---------------------- | -------------------------------------------------- | ---------------------- | ----- | ----- | ---- | ---- | ---- | ---- | ---- |
| 1959                   | Ferrari                                            | 7                      | 4     | 13    |      | 1    | 1    |      |      |
| 1960                   | BRM                                                | -                      | 7     |       |      |      |      |      |      |
| 1961                   | Porsche                                            | 4                      | 8     | 21    |      | 3    |      |      |      |
| 1962                   | Porsche Autosport Team Wolfgang Seidel (Lotus-BRM) | 5                      | 7 1   | 15    | 1    |      | 1    | 1    |      |
| 1963                   | Brabham-Climax                                     | 5                      | 10    | 19    |      | 2    | 1    |      | 1    |
| 1964                   | Brabham-Climax                                     | 6                      | 10    | 19    | 2    |      |      | 2    | 2    |
| 1965                   | Brabham-Climax                                     | 4                      | 9     | 25    |      | 2    | 3    |      | 1    |
| 1966                   | Eagle-Climax Eagle-Weslake                         | 12                     | 6 2   | 4     |      |      |      |      |      |
| 1967                   | Eagle-Weslake Eagle-Climax                         | 8                      | 10 1  | 13    | 1    |      | 1    |      | 2    |
| 1968                   | Eagle-Weslake Brabham-Repco Eagle (McLaren-Ford)   | 21                     | 5 1 3 | 3     |      |      |      |      |      |
| 1970                   | McLaren-Ford                                       | 22                     | 3     | 1     |      |      |      |      |      |
| Sammanlagt 11 säsonger | Sammanlagt 11 säsonger                             | Sammanlagt 11 säsonger | 87    | 133   | 4    | 8    | 7    | 3    | 6    |

| 1. Frankrike 1962 2. Frankrike 1964 3. Mexiko 1964 4. Belgien 1967 |

| 1. Tyskland 1959 2. Frankrike 1961 3. Italien 1961 4. USA 1961 5. Nederländerna 1963 6. Sydafrika 1963 7. USA 1965 8. Mexiko 1965 |

| 1. Portugal 1959 2. Tyskland 1962 3. Belgien 1963 4. Nederländerna 1965 5. Tyskland 1965 6. Italien 1965 7. Kanada 1967 |

| 1. Tyskland 1962 2. Nederländerna 1964 3. Belgien 1964 |

| 1. Sydafrika 1963 2. Belgien 1964 3. Österrike 1964 4. Mexiko 1965 5. Belgien 1967 6. Tyskland 1967 |